# William Augustus Newell
William Augustus Newell (5 de setembro de 1817 – 8 de agosto de 1901), foi um médico e político estadunidense, membro por três mandatos da Câmara dos Representantes dos Estados Unidos. Serviu como 18º Governador de Nova Jérsei e como Governador do Território de Washington de 1880 a 1884. É mais conhecido pelo Newell Act, que determinava a criação do United States Life-Saving Service (uma agência federal que surgiu dos esforços privados e humanitários locais para salvar as vidas de náufragos, que finalmente mesclou o Revenue Cutter Service à Guarda Costeira dos Estados Unidos em 1915).